# ニック・ニュイエンス
ニック・ニュイエンス（Nick Nuyens、1980年5月5日 - ）は、ベルギー、リール出身の自転車競技（ロードレース）選手。
なお、夫人のエヴィ・ファンダムも自転車競技選手である。

## 経歴
2002年
- ロンド・ファン・フラーンデレンのU23部門優勝。

2003年、クイックステップ・ダヴィタモンと契約を結んでプロ転向。
2004年
- パリ〜ブリュッセル優勝

2005年
- オムロープ・ヘット・フォルク優勝
- グランプリ・ド・ワロニー優勝。

2006年
- クールネ〜ブリュッセル〜クールネ優勝。

2007年、コフィディスに移籍。
- ロンド・ファン・フラーンデレン7位
- エネコ・ツアー区間1勝
- エトワール・ド・ベセージュ総合優勝。

2008年
- ロンド・ファン・フラーンデレンでは、ステイン・デヴォルデルに次いで2位
- 世界選手権・個人ロード9位。

2009年にラボバンクに移籍。
- アムステルゴールドレース 8位

2011年、サクソ・バンク - サンガードに移籍
- ドワルス・ドール・フラーンデレン優勝
- ロンド・ファン・フラーンデレン優勝。